# 著作权声明

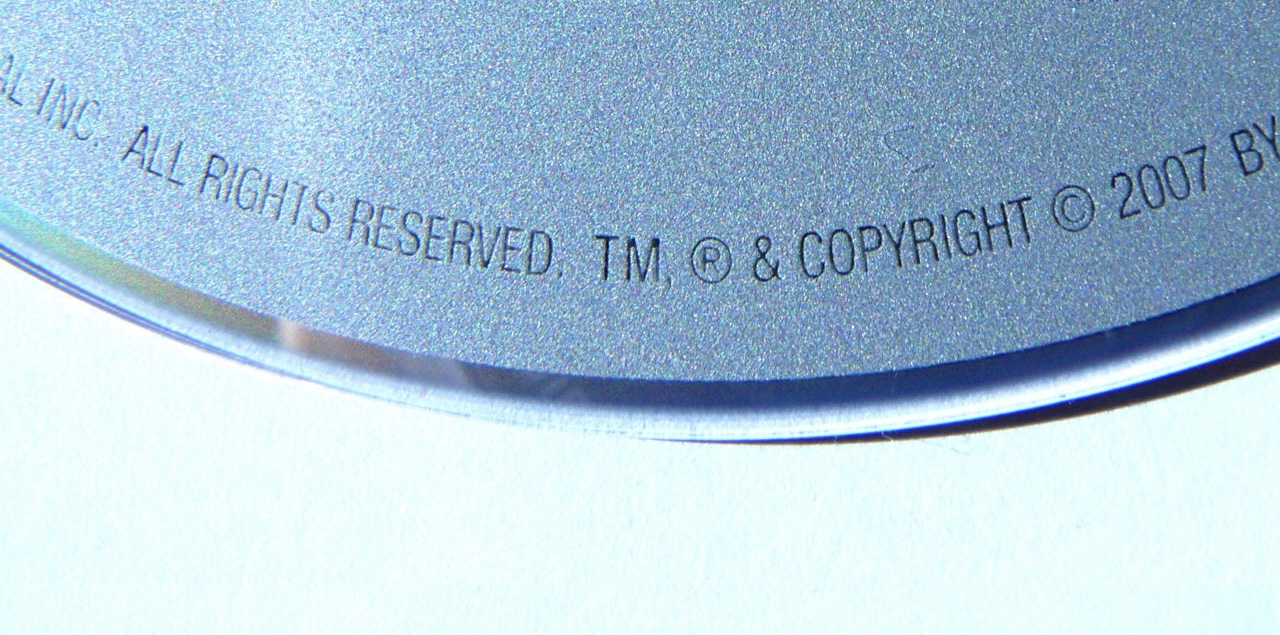
DVD上寫著 ：保留所有权利

著作权声明又稱版权声明，是一种著作權表明方式，也是美国版权法中提到的著作權表明方式。著作人一般會在作品中加入© 、版权所有者的姓名以及作品首次出版年份。著作人通過著作权声明告知用户該作品的版權屬於他自己，作品受版权保护，並且無需版權局許可就可以在所有作品或录音制品上添加版权声明。不過標識版權聲明也不是強制的，著作人可以選擇不添加版權聲明。